# Stanojlo Rajičić
Stanojlo Rajičić (serbisch-kyrillisch Станојло Рајичић; * 16. Dezember 1910 in Belgrad; † 21. Juli 2000 ebenda) war ein jugoslawischer Komponist und Musikpädagoge.
Rajičić besuchte die Musikschulen von Belgrad und Stankovic. Zu seinen Lehrern zählten Petar Krstić, Jovan Mokranjac, Milenko Paunović, Josipa Slavenskog und Vladimir R. Đorđević. Bei Ruža Vinaver erwarb er 1930 ein Diplom im Fach Klavier. Als Stipendiat der tschechischen Regierung studierte er fünfeinhalb Jahre am Prager Konservatorium bei Rudolf Karel (Komposition) und Alojz Šima (Klavier) und war Meisterschüler von Josef Suk. Es schlossen sich Meisterkurse im Fach Klavier bei Karel Hoffmeister und privat in Wien bei Walter Kerschbaumer an.
Nach seiner Rückkehr war er kurze Zeit Musikredakteur bei Radio Belgrad und wurde dann Klavierlehrer an der Musikschule und Musikakademie von Belgrad. 1940 wurde er Professor für Komposition und Orchestration an der Musikakademie, wo er bis zu seiner Pensionierung 1977 unterrichtete.
Rajičić komponierte mehrere Opern, Ballette und Schauspielmusiken, sechs Sinfonien, einen Zyklus von vier sinfonischen Dichtungen, eine Konzertouvertüre und eine sinfonische Suite, zehn Instrumentalkonzerte (drei Klavier- und drei Violinkonzerte, zwei Klarinettenkonzerte, ein Cello- und ein Fagottkonzert), außerdem Kammermusik, Klavierstücke und Lieder.

## Bühnenwerke
- Pod zemljom (Unter der Erde von Branko Rajičić nach Petar Petrović Pecija), Ballett, 1940
- Simonida (Libretto: Josip Kulundžić), Oper, 1957, 1958, 1967
- Karadjordje (Seme zla) (Karadjordje (Samen des Bösen), Libretto: Branko Rajičić nach Ivan Studen), Fernsehoper, 1972
- Dnevnik jednog ludaka (Aufzeichnungen eines Wahnsinnigen, Libretto: Branko Rajičić nach Nikolai Gogol), Fernsehoper, 1977
- Bele noći (Weiße Nächte, Libretto: Branko Rajičić nach Fjodor Dostojewski), Fernsehoper, 1984